# Tapeinosperma capitatum
Tapeinosperma capitatum är en viveväxtart som först beskrevs av Asa Gray, och fick sitt nu gällande namn av Carl Christian Mez. Tapeinosperma capitatum ingår i släktet Tapeinosperma och familjen viveväxter. Inga underarter finns listade i Catalogue of Life.